# 김포호수고등학교
김포호수고등학교(金浦湖水高等學校)는 경기도 김포시에 있는 공립 고등학교이다.

## 학교 연혁
- 2025년 3월 1일 : 개교